# Hostice
Hostice é um município da Eslováquia, situado no distrito de Rimavská Sobota, na região de Banská Bystrica. Tem 21,12 km² de área e sua população em 2018 foi estimada em 1.079 habitantes.

## Demografia
| Ano:        | 1994 | 2004   | 2014    | 2024   |
| ----------- | ---- | ------ | ------- | ------ |
| Broj ljudi: | 829  | 884    | 1049    | 1055   |
| Razlika:    |      | +6,63% | +18,66% | +0,57% |

| Ano:               | 2023 | 2024   |
| ------------------ | ---- | ------ |
| Número de pessoas: | 1044 | 1055   |
| Diferença:         |      | +1,05% |